# Stade Metalist
Le complexe sportif régional Metalist (en ukrainien : Обласний спортивний комплекс, Oblasnyï Sportyvnyï kompleks, en abrégé ОСК, OSK, ou encore « Металіст », Metalist) ou simplement stade Metalist est un stade de football de la ville de Kharkiv, en Ukraine.
Il est utilisé par le Metalist Kharkiv depuis 1926 et le Metalist 1925 Kharkiv depuis 2017. Le stade peut accueillir 40 003 personnes, et a été sélectionné pour être l'un des huit stades du Championnat d'Europe 2012.

## Historique

### Fondation
La construction du stade a débuté en 1925 sous la direction d'Anastase Mikoyan, et s'est achevée le 12 septembre 1926. Le stade avait alors été baptisé Stade Tractor et il porta ce nom jusqu'en 1949. Après la guerre, il prit le nom de Félix Dzerjinski, fondateur et grand dirigeant de la Tchéka. Jusqu'en 1967, la capacité du stade a été réduite de plusieurs milliers de places, portant le nombre de sièges à un peu plus de 10 000.

### Rénovations successives
Après 1967, le stade devenu Metalist a connu plusieurs rénovations successives, la première ayant eu lieu vers la fin des années 1960. Après une nouvelle en 1970 qui dura quatre années, une autre en 1979 éleva la capacité à plus de 30 000 personnes.
Après la démolition de la tribune sud, la rénovation a porté sur l'ensemble des tribunes du stade, s'achevant en 1998.

### Euro 2012
Étant choisi comme stade candidat du Championnat d'Europe de football 2012, le Stade Metalist a connu de nouveaux travaux qui se sont terminés en 2009, portant la capacité à 38 633 places.
Le 5 décembre 2009, le stade rénové est inauguré lors d'une rencontre du championnat d'Ukraine de football 2009-2010 entre le Metalist Kharkiv et l'Obolon Kiev,.
En 2011, la couverture du stade est reconstruite pour un coût de 3 millions d'euros. 

### Clubs résidents
Dès son ouverture, le stade accueille le Metalist Kharkiv. En 2016, le club disparaît à cause de problèmes financiers. Les clubs Metalist 1925 Kharkiv et Chakhtar Donetsk en font leur stade de résidence une année après. Ce dernier déménage au stade olympique de Kiev.

## Événements
- Finale de la Coupe d'Ukraine de football, 2008 et 2010

Logo du stade

- Championnat d'Europe de football 2012